# Kocourov (Horšovský Týn)
Kocourov je malá vesnice, část města Horšovský Týn v okrese Domažlice v Plzeňském kraji. Nachází se asi dva kilometry severně od Horšovského Týna. Je zde evidováno 11 adres. V roce 2011 zde trvale žilo 29 obyvatel.
Kocourov leží v katastrálním území Kocourov u Horšovského Týna o rozloze 4,37 km².

## Historie
První písemná zmínka o vesnici pochází z roku 1542.

## Obyvatelstvo
| Rok            | 1869 | 1880 | 1890 | 1900 | 1910 | 1921 | 1930 | 1950 | 1961 | 1970 | 1980 | 1991 | 2001 | 2011 | 2021 |
| -------------- | ---- | ---- | ---- | ---- | ---- | ---- | ---- | ---- | ---- | ---- | ---- | ---- | ---- | ---- | ---- |
| Počet obyvatel | 152  | 109  | 101  | 108  | 91   | 104  | 110  | 70   | 71   | 37   | 42   | 32   | 21   | 29   | 31   |
| Počet domů     | 18   | 18   | 17   | 18   | 18   | 18   | 18   | 19   | 19   | 8    | 10   | 8    | 9    | 10   | 11   |

## Obecní správa
Při sčítání lidu v letech 1850–1920 Kocourov byl osadou obce Horšov v okrese Horšův Týn. V letech 1921–1960 byl samostatnou obcí v okrese Horšovský Týn. V letech 1961–1969 byl částí obce Dolní Metelsko v okrese Domažlice. Od 1. května 1969 je částí města Horšovský Týn v okrese Domažlice.

## Galerie

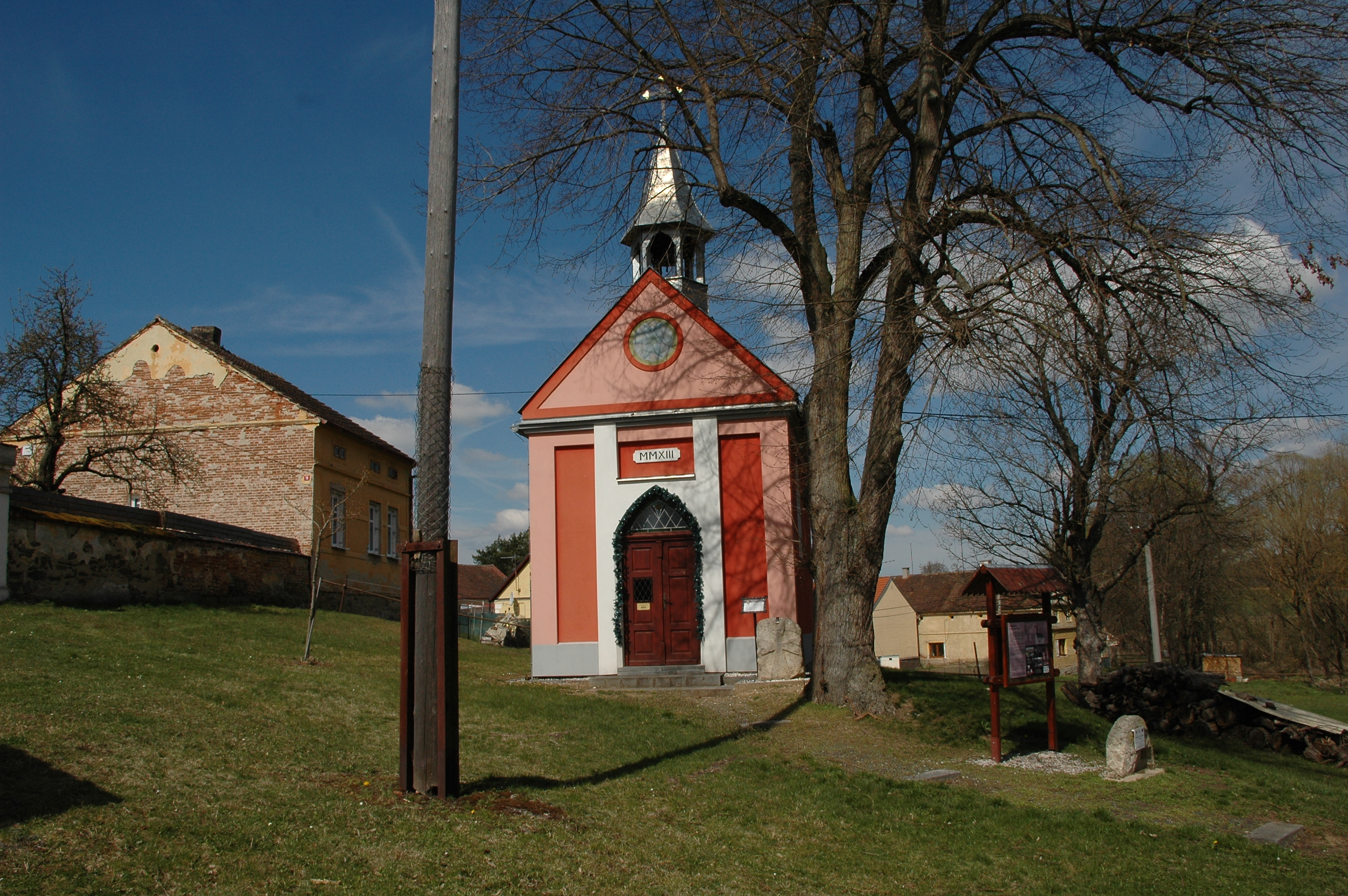
Kaple Srdce Ježíšova
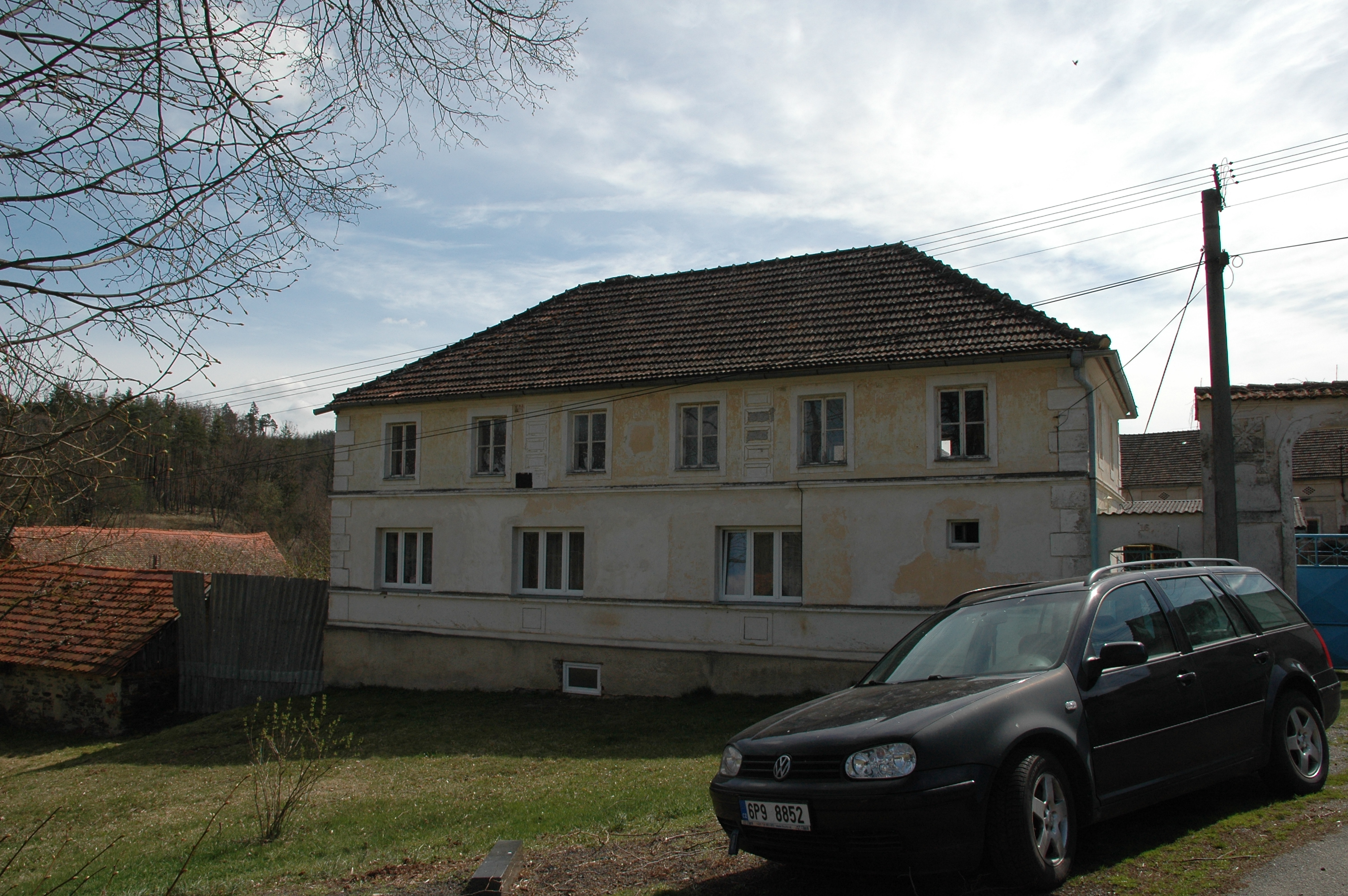
Jeden z domů na návsi
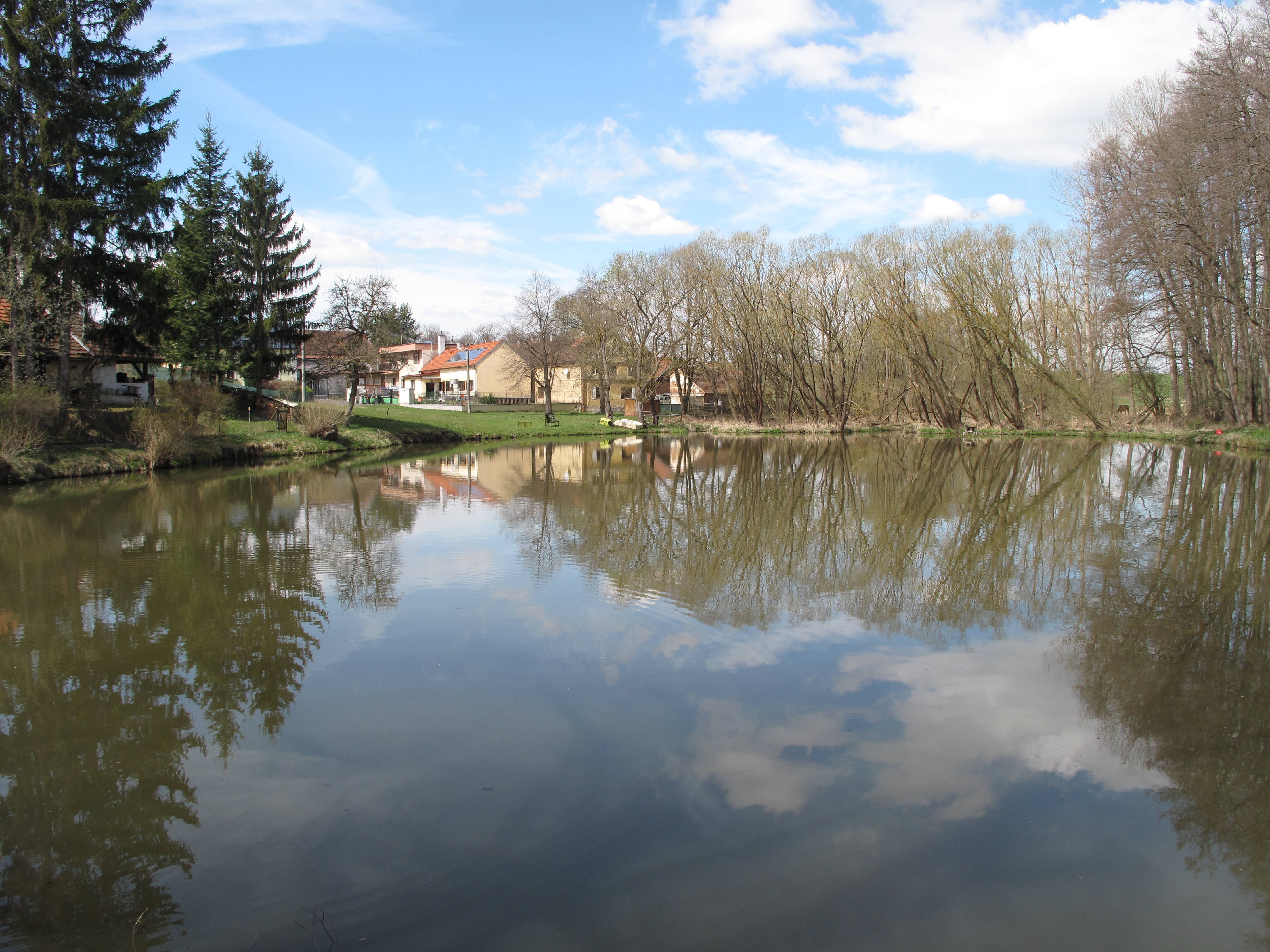
Rybník na návsi na Křakovském potoce
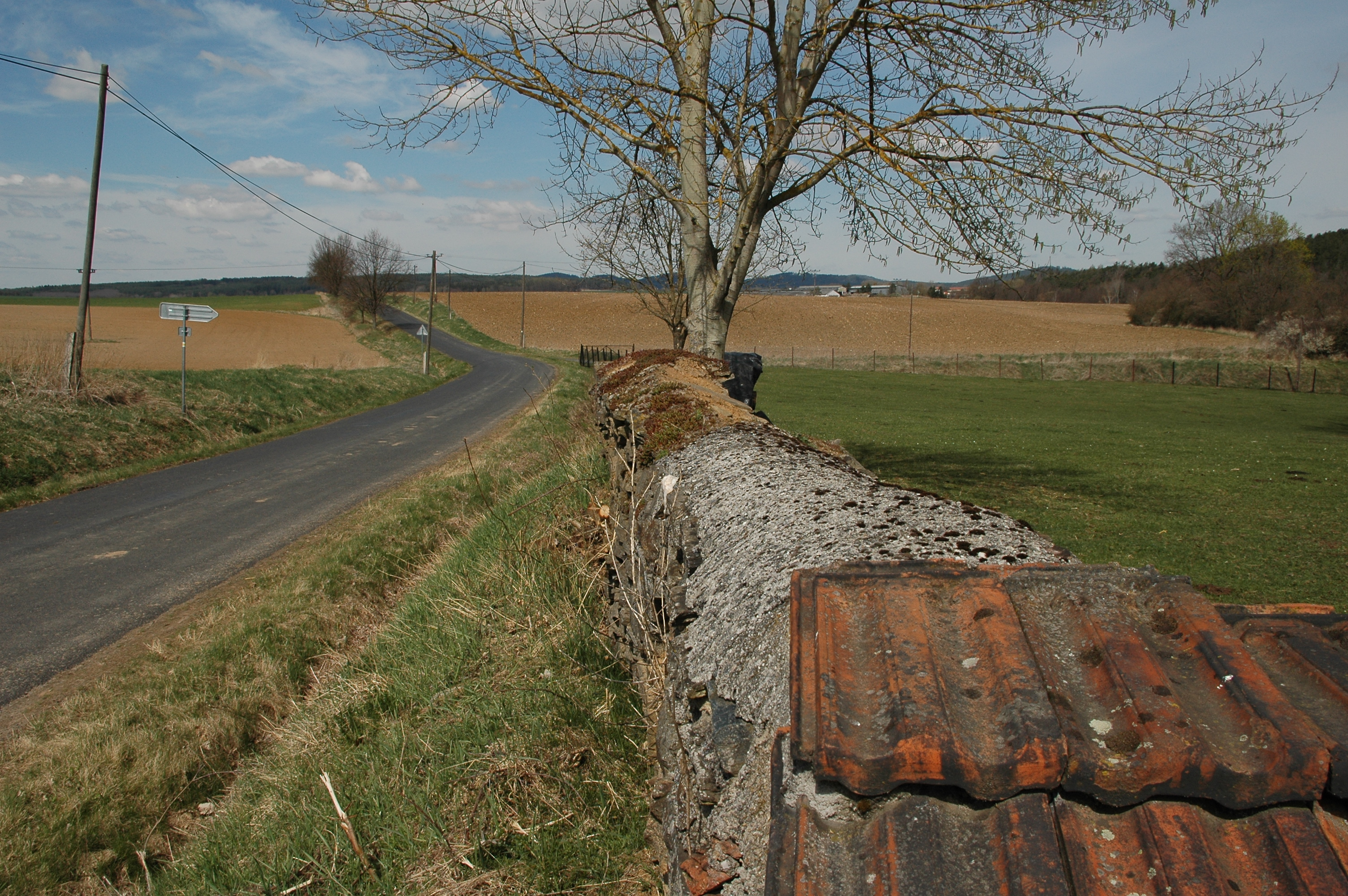
Zídka zahrady u hlavní silnice ve směru na Dolní Metelsko